# Potentilla burjatica
Potentilla burjatica är en rosväxtart som beskrevs av J. Soják. Potentilla burjatica ingår i Fingerörtssläktet som ingår i familjen rosväxter.

## Underarter
Arten delas in i följande underarter:
- P. b. bigemina
- P. b. laeta